# 三条魔子
三条 魔子（さんじょう まこ、1943年（昭和18年）2月16日‐　）は日本の元女優。本名：辻井洋子。もう一つの芸名の三条江梨子（さんじょう えりこ）でも知られている。

## 経歴
東京市出身。都立向丘高等学校中退。1959年（昭和34年）に「ミス女猫」に（「女猫」はフランソワーズ・アルヌール主演のフランス映画の邦題のこと）応募して、ミス・女猫の栄冠に輝く。高校を中退し、新東宝に入社。「金語楼の海軍大将」など3作に「シークレット・フェイス」として名を伏せ出演、話題になる。
1960年（昭和35年）、「美男買います」で菅原文太の恋人役で三条魔子として本格的にデビュー。その他、「続・性と人間」などに出演するが、1961年（昭和36年）に新東宝が倒産し、大映に移籍。
1962年（昭和37年）、橋幸夫の恋人役で出演した「江梨子」が大ヒットし、三条江梨子と改名。同年、歌手としてもデビューし、浜田光夫とのデュエット曲「草笛を吹こうよ」がヒット。この「草笛を吹こうよ」は、2004年（平成14年）に女優の国仲涼子がソロでカヴァーしている（アルバム「ふるさと」）。
1964年（昭和39年）、本格的に歌手へ転向。1967年（昭和42年）、大映レコードへ移籍。
歌手としてはあまり目立った活躍は出来ず、同年に女優へ再転向。芸名も元に戻し、江波杏子主演の「女賭博師シリーズ」の「三匹の女賭博師」で復帰するが、1971年（昭和46年）、大映の倒産とともに芸能界を引退。
その後、30歳代半ば頃に観光で訪れたハワイで日系人三世の男性と出会い結婚。娘が生まれ、ハワイでバーを経営していたが、2005年（平成17年）にアメリカ本土のラスベガスに移住。2008年（平成20年）からは、請われてカラオケ指導をするようになり、2011年（平成23年）現在は3、4のカラオケ教室で20名位の人達に教えているとのこと。

## 主な出演

### 映画
- 金語楼の海軍大将（1959年 / 新東宝）
- 地下帝国の死刑室（1960年 / 新東宝）
- 爆弾を抱く女怪盗（1960年 / 新東宝）
- 美男買います（1960年 / 新東宝）
- 黄線地帯 イエローライン（1960年 / 新東宝 / ※DVD発売）
- 肉体の野獣（1960年 / 新東宝）
- 女と命をかけてブッ飛ばせ（1960年 / 新東宝）
- 拳銃と驀走（1960年 / 新東宝）
- 反逆児（1960年 / 新東宝）
- 裸の谷間（1960年 / 新東宝）
- 弥次喜多珍道中 中仙道の巻（1960年 / 新東宝）
- 少女妻 恐るべき十六才（1960年 / 新東宝）
- 社長野郎ども（1960年 / 新東宝）
- まぼろし探偵 幽霊塔の大魔術団（1960年 / 新東宝）
- 暴力五人娘（1960年 / 新東宝 / ※DVD発売）
- 続・性と人間（1961年 / 新東宝）
- セクシー地帯（1961年 / 新東宝 / ※DVD発売）
- 風流滑稽譚 仙人部落（1961年 / 新東宝）
- 俺は都会の山男（1961年 / 新東宝）
- 湯の町姉妹（1961年 / 新東宝）
- 東京の夜は泣いている（1961年 / 新東宝 / ※DVD発売）
- 大笑い次郎長一家 三ン下二挺拳銃（1962年 / 東宝）
- 若い奴らの階段（1961年 / 大映）
- 家庭の事情（1962年 / 大映）
- 婦系図（1962年 / 大映 / ※DVD発売）
- 江梨子（1962年 / 大映）
- 悲恋の若武者（1962年 / 大映）
- あした逢う人（1962年 / 大映）
- 仲よし音頭 日本一だよ（1962年 / 大映）
- 山男の歌（1962年 / 大映）
- 男と女の世の中（1962年 / 大映）
- 団地夫人（1962年 / 大映）
- 黒の札束（1963年 / 大映）
- 視界ゼロの脱出（1963年 / 大映 / ※DVD発売）
- ぐれん隊純情派（1963年 / 大映）
- 巨人 大隈重信（1963年 / 大映）
- 柔道名勝負物語 必殺一本（1964年 / 大映）
- 十七才の狼（1964年 / 大映）
- 犯罪教室（1964年 / 大映）
- 三匹の女賭博師（1967年 / 大映）
- 女賭博師乗り込む（1968年 / 大映）
- 女賭博師尼寺開帳（1968年 / 大映）
- 眠狂四郎人肌蜘蛛（1968年 / 大映 / ※DVD発売）
- 怪談おとし穴（1968年 / 大映）
- 関東女やくざ（1968年 / 大映）
- ヤスジのポルノラマ やっちまえ!!（1971年 / 東京テレビ動画 / ※DVD発売）

### テレビドラマ
- はじめてのダンス・パーティー（1960年 / 日本テレビ）
- 人生うらおもて（1961年 / 日本テレビ）
- 丸ビル乙女（1961年 / TBS）
- メロンと西瓜（1961年 / 日本テレビ）
- 恐怖のミイラ（1961年 / 日本テレビ / ※DVD発売）
- たそがれ酒場（1961年 / 日本テレビ）
- 火口湖（1961年 / フジテレビ）
- いつの日その胸に（1963年 - 1964年 / 日本テレビ）
- 新妻鏡（1966年 / 日本テレビ）
- 鉄道公安36号 第152回（1966年 / NET（現・テレビ朝日））
- 三匹の侍 第4シリーズ 第21話「復讐」（1967年 / フジテレビ / ※DVD発売） - 美弥
- 鞍馬天狗（1967年 - 1968年 / MBS）
- 桃太郎侍 第23話「猿の恋ごころ」（1968年 / 日本テレビ）

### ドラマ以外のテレビ番組
- スター千一夜（フジテレビ）
- おもしろバラエティ「あの人は今!　ライバル歌手懐かしの競演」（フジテレビ）
- ジェスチャー（NHK）
- 3時にあいましょう（TBS）

## ディスコグラフィー
- 白い浮雲　※歌唱：石原裕次郎/さらばふる里　(1963年3月　NS-674)

- 草笛を吹こうよ　※共唱：浜田光夫/花の十九よいつまでも(1963年3月　NS-688)

- 忘れじの瞳　※歌唱：石原裕次郎/湖畔の乙女(1963年5月　NS-700 )

- 真白き富士の嶺[注 1]/若い海原 ※歌唱：フォー・コインズ(1963年7月 NS-710)

- 四つの瞳 ※共唱：小林利夫/バスの窓から(1963年　NS-735)

- いつの日その胸に[注 2]/石狩の晩鐘(1963年10月 NS-753)

- おさげ草の実/ふたりの湖 ※共唱：浜田光夫(1963年10月 NS-750)

- あの煙突のように　※歌唱　浜田光夫/赤い風車のまわる径(1964年1月　NS-763)

- 悲しい恋の都井岬/若い命の若い夢 ※歌唱：長谷川明男 沖みち子(1964年2月 NS-773)

- 幸福さんて誰のこと/私のショール ※歌唱：沢リリ子(1964年 SN-66)

- 若い自転車 ※共唱：浜田光夫/東京ロマンス ※歌唱：浜田光夫(1964年6月 SN-70)

- 哀愁船乗り ※歌唱：田端義夫/山の彼方に陽は落ちて　※共唱：田端義夫(1964年7月 SN-82)

- 古城の空/野菊咲く丘(1964年 SN-96)

- 世界をまわろう　※共唱：浜田光夫/花は微笑む西銀座　※共唱：浜田光夫(1964年9月 SN-113)

- 僕も一緒に死ぬべきだった ※歌唱：浜田光夫/あの星の向うに(1964年12月 SN-146)

- 並木の雨/空港の赤い月(1965年3月 SN-176)

- 浪花っ子/涙ぐせ(SN-215)

- 終着駅の女/恋する街角(SN-285)

- 君は夢みて　※共唱：藤巻潤/独りで行く  ※歌唱：藤巻潤(1966年 SN-404)

- 夢は花より美しく　※共唱：浜田光夫/僕ならば君ならば ※ 歌唱：浜田光夫(1966年10月 SN-416)

- 蝶は飛ばない/女の酒はかなしくて(1967年

SN-520)